# Championnats du monde d'aviron 1975
Navigation
Édition précédente Édition suivante
Les championnats du monde d'aviron 1975, cinquième édition des championnats du monde d'aviron, ont lieu du 23 août au 1er septembre 1975 à Nottingham, au Royaume-Uni.

## Podiums

### Hommes
| Épreuves                             | Or | Or      | Argent | Argent  | Bronze | Bronze  |
| ------------------------------------ | --- | ------- | --- | ------- | --- | ------- |
| M1x - Skiff                          | Allemagne de l'Ouest Peter-Michael Kolbe | 7:10.08 | Irlande Seán Drea | 7:12.50 | Allemagne de l'Est Martin Winter | 7:13.83 |
| M2x - Deux de couple                 | Norvège Alf Hansen Frank Hansen | 6:34.49 | Allemagne de l'Est Joachim Dreifke Jürgen Bertow | 6:35.10 | Grande-Bretagne Chris Baillieu Michael Hart | 6:39.61 |
| M4x - Quatre de couple               | Allemagne de l'Est Stefan Weiße Wolfgang Güldenpfennig Wolfgang Hönig Christof Kreuziger                                                                                              | 5:57.44 | Tchécoslovaquie Filip Koudela Zdeněk Pecka Václav Vochoska Jaroslav Hellebrand                                                                                            |         | Union soviétique Vytautas Butkus Yuriy Yakimov Aivars Lazdenieks Yevgeniy Duleyev                                                                             |         |
| M2- Deux de pointe                   | Allemagne de l'Est Bernd Landvoigt Jörg Landvoigt | 7:06.40 | Bulgarie Georgi Georgiev Valentin Stojev | 7:10.81 | Pays-Bas Jan van der Horst Willem Boeschoten | 7:11.49 |
| M4- - Quatre de pointe               | Allemagne de l'Est Siegfried Brietzke Andreas Decker Stefan Semmler Wolfgang Mager | 6:13.81 | Union soviétique Raul Arnemann Nikolay Kuznetsov Sergei Pozdeev Anushavan Gassan-Dzhalalov                                                                                | 6:18.82 | Roumanie Nicolae Simion Ernest Gal Christian Georgescu Constantin Nistoroiu                                                                                   | 6:24.09 |
| M2+ - Deux barré                     | Allemagne de l'Est Jörg Lucke Wolfgang Gunkel Bernd Fritsch (barreur) | 7:16.24 | Pologne Ryszard Stadniuk Grzegorz Stellak Ryszard Kubiak (barreur) | 7:19.43 | Allemagne de l'Ouest Thomas Hitzbleck Klaus Jäger Holger Hocke (barreur)                                                                                      | 7:20.13 |
| M4+ - Quatre barré                   | Union soviétique Vladimir Eshinov Nikolay Ivanov Aleksandr Sema Aleksandr Klepikov Aleksandr Lukyanov (barreur)                                                                       | 6:31.46 | Allemagne de l'Est Andreas Schulz Rüdiger Kunze Walter Dießner Ullrich Dießner Wolfgang Groß (barreur)                                                                    | 6:36.47 | Allemagne de l'Ouest Hans-Johann Färber Ralph Kubail Dieter Knief Peter Niehusen Hartmut Wenzel (barreur)                                                     | 6:40.93 |
| M8+ - Huit                           | Allemagne de l'Est Jürgen Arndt Gottfried Döhn Dieter Wendisch Friedrich-Wilhelm Ulrich Werner Klatt Roland Kostulski Ulrich Karnatz Karl-Heinz Prudöhl Klaus-Dieter Ludwig (barreur) | 5:39.01 | Union soviétique Igor Konnov Aleksandr Plyushkin Evgeni Iankovski Vasily Potapov Nikolay Ivanov Vladimir Vasilyev Antanas Čikotas Anatoli Nititrev Igor Rudakov (barreur) | 5:41.34 | Nouvelle-Zélande Grant McAuley Alec McLean Dave Rodger Joe Earl Lindsay Wilson Ross Collinge Trevor Coker Peter Dignan David Simmons (barreur)                | 5:43.61 |
| Épreuves poids légers                | |         | |         | |         |
| LM1x - Skiff poids légers            | Suisse Reto Wyss | 7:41.69 | Autriche Raimund Haberl | 7:48.04 | États-Unis William Belden | 7:51.61 |
| LM4- - Quatre de pointe poids légers | France Francis Pelegri Michel Picard André Coupat André Picard | 6:47.31 | Grande-Bretagne Nicholas Tee Graeme Hall Christopher Drury Daniel Topolski                                                                                                | 6:49.23 | Australie Campbell Johnstone Andrew Michelmore Geoffrey Rees Colin Smith                                                                                      | 6:52.13 |
| LM8+ - Huit poids légers             | Allemagne de l'Ouest Hans-Hermann Meyer Paul Lutz Ekkehard Braun Gerd Maye Wolfgang Fritsch Volker Buhren Günter Lobing Bernd Kerkhoff Frank Neumeister (barreur)                     | 6:26.09 | États-Unis Charles Hoffman David Vogel John Dunn Eric Aserlind William Sawyer Rodney Johnson Sean Colgan Leif Soderberg Richard Grossman (barreur)                        | 6:27.88 | Grande-Bretagne Brian Fentiman Nigel Read Stewart Fraser Thomas Moffat Mark Harris Stephen Simpole Christopher George Anthony Stocking Alan Sherman (barreur) | 6:29.87 |

### Femmes
| Épreuves                      | Or | Or      | Argent | Argent  | Bronze | Bronze  |
| ----------------------------- | --- | ------- | --- | ------- | --- | ------- |
| W1x - Skiff                   | Allemagne de l'Est Christine Scheiblich | 3:55.75 | Hongrie Mariann Ambrus | 4:06.29 | Union soviétique Genovaitė Ramoškienė | 4:08.02 |
| W2x - Deux de couple          | Union soviétique Elena Antonova Galina Ermolaeva | 3:33.70 | Allemagne de l'Est Sabine Jahn Petra Boesler | 3:34.99 | Bulgarie Svetla Otsetova Zdravka Yordanova | 3:37.40 |
| W4x+ - Quatre de couple barré | Allemagne de l'Est Roswietha Zobelt Ursula Unger Jutta Lau Anke Grünberg Liane Weigelt (barreur)                                                             | 3:21.61 | Bulgarie Iskra Velinova Verka Aleksieva Trajanka Vladimirova Svetla Gintcheva Stanka Vakrilova (barreur)                                        | 3:24.12 | Union soviétique Nadejda Sherbak Valentina Ivgenkova Galina Beliaeva Antonina Maryskina Irina Moisseenko (barreur)                                 | 3:26.33 |
| W2- - Deux de pointe          | Allemagne de l'Est Sabine Dähne Angelika Noack | 3:49.83 | Union soviétique Ianina Gjigowska Ruta Veinzerga                                                                                                | 3:50.61 | Roumanie Marilena Ghita Marlene Predescu | 3:54.25 |
| W4+ - Quatre barré            | Allemagne de l'Est Helma Lehmann Henrietta Dobler Dagmar Bauer Irina Müller Sabine Brincker (barreur)                                                        | 3:24.18 | Bulgarie Mariyka Modeva Reni Yordanova Lilliana Vasseva Ginka Gyurova Kapka Georgieva (barreur)                                                 | 3:27.77 | Allemagne de l'Ouest Thea Einöder Edith Eckbauer Doris Leifermann Karin Gondolatsch Susanne Thienel (barreur)                                      | 3:29.80 |
| W8+ - Huit                    | Allemagne de l'Est Viola Goretzki Christiane Knetsch Ilona Richter Bianka Schwede Monika Kallies Renate Neu Rosel Nitsche Doris Mosig Marina Wilke (barreur) | 3:14.53 | États-Unis Christine Ernst Carol Brown Nancy Storrs Wiki Royden Claudia Schneider Anne Warner Gail Pierson Carie Graves Lynn Silliman (barreur) | 3:16.21 | Roumanie Elena Avram Luliana Balaban Valeria Avram Aurelia Marinescu Cristel Wiener Filigonia Toll Florica Petcu Elena Oprea Aneta Matei (barreur) | 3:18.50 |